# Roma, Texas
Roma är en ort i Starr County i delstaten Texas, USA.